# ワークステーション (建築設計)
ワークステーションは、高橋晶子と高橋寛の建築家2人が主宰するアトリエ系建築設計事務所。
高橋 寛（たかはしひろし、1963年-　）は、日本の建築家。パートナーの高橋晶子と建築設計事務所「ワークステーション」を主宰し、数々の建築作品を手がける。関東学院大学、武蔵野大学、東京電機大学非常勤講師。
- 1976年 - 東京工業大学工学部建築学科卒業。
- 1978年 - 東京工業大学大学院工学研究科修士課程修了。
- 1985年-1989年 - 東京工業大学建築学科助手。
- 1988年 - ワークステーション設立。

## おもな作品
高橋晶子#ワークステーションの主な作品を参照。